# Voorsterbeek (Voorst)
De Voorsterbeek is een beek in de Nederlandse provincie Gelderland, gelegen tussen het Appense Veld en Voorst. De beek heeft een lengte van ongeveer 7,5 kilometer en stroomt van west naar oost. Ze wordt gevoed door verschillende waterlopen, waaronder de Loenense Beek, de Verloren Beek, de Veldbeek en de Klarenbeek. De Voorsterbeek mondt uit bij gemaal Middelbeek, waar het water wordt afgevoerd naar de IJssel.

## Hydrologie en ecologie
De Voorsterbeek speelt een belangrijke rol in de waterhuishouding van de regio. Als verzamelbeek ontvangt zij water van diverse watergangen die vanaf de Veluwe stromen. De beek loopt langs verschillende natuurgebieden en landgoederen, waarvan een aantal onderdeel is van het Natura 2000-netwerk, een Europees systeem van beschermde natuurgebieden. 

## Herinrichting
In 2021 en 2022 voerde het waterschap een herinrichtingsproject uit met als doel de waterkwaliteit te verbeteren, de biodiversiteit te vergroten en een beter leefgebied te creëren voor flora en fauna in en rond de beek. De werkzaamheden vonden plaats tussen september en december 2021, waarna in 2022 aanvullende maatregelen werden genomen, zoals het inzaaien van oevers en het plaatsen van boomstammen in en naast de beek.
Bij archeologische begeleiding van ontgravingen langs de Voorsterbeek in 2021 werd een fragment van een molensteen aangetroffen. De steen, gemaakt van basaltlava, was vermoedelijk onderdeel van een maalkoppel in een watermolen, mogelijk de voormalige Nijenbeekse korenmolen bij Voorst. Met een gewicht van 23,8 kg en een geschatte oorspronkelijke diameter van meer dan 100 cm, toont het slijtagepatroon aan dat de steen volledig is opgebruikt. Dit sluit aan bij eerdere vondsten uit 2014 bij Kasteel De Nijenbeek, waar resten van een watermolen en een vergelijkbare molensteen werden teruggevonden.

## Recreatie
Langs de Voorsterbeek loopt het Beekweidenpad, een klompenpad dat wandelaars de mogelijkheid biedt om het beeklandschap van dichtbij te ervaren.